# Карл Маркс. Молоді роки
Карл Маркс. Молоді роки (нім. Karl Marx. Die jungen Jahre) — радянсько-східнонімецький художній телефільм 1980 року, знятий на Кіностудії ім. М. Горького режисером Львом Куліджановим. Фільм складається з 7 серій. Телепрем'єра в СРСР відбулася 2-8 червня 1980 року. У 1982 році режисер фільму, а також автори сценарію та оператор були відзначені Ленінської премії.

## Сюжет
Фільм розповідає про політичну ситуацію в Європі XIX століття, про ідеї соціалізму, які почали набувати популярності на тлі монархічного застою і зміцнення впливу капіталістів. Карл Маркс, молодий син трірського адвоката, потрапляє в Берлін, де, крім навчання у Вільному університеті, він, завдяки знайомству з Бруно Бауером, починає відвідувати Докторський клуб, де дізнається про ті анархічні ідеї, які витають в інтелектуальних колах німецького суспільства.
Маркс не має інтересу до юриспруденції та захоплюється філософією, що хвилює його батька, що переживає за майбутнє свого занадто «безтурботного» сина, який, до того ж таємно заручився зі своєю коханою Женні фон Вестфален, не маючи грошей для майбутнього сімейного життя. Однак Маркс не може відступитися від бажання розібратися в тих ідеях, які він зустрів в Берліні, і продовжує навчання, вивчаючи філософію, отримавши, нарешті, ступінь доктора. Однак через вигнання з університету викладавшого там Бауера він не може посісти місце доцента на кафедрі філософії.
Марксу вдається знайти роботу редактора «Рейнської газети», де він ближче знайомиться з політичною системою та економічним життям Німеччини та починає писати гострі соціальні статті. Далі слідує залишення Марксом газети, якій імператорським оточенням наказано змінити курс, так давно бажане весілля з Женні, переїзд до Франції, де Маркс сподівається на більш сприятливі умови для подальшого вивчення дійсності. У Франції починається дружба і співпраця Маркса з Енгельсом, і завдяки їх спільній праці їм вдається дійти до ідеї діалектичного матеріалізму. Маркс і Енгельс, долаючи ідеї утопічного соціалізму, приходять до необхідності вивчення політекономії для розробки науки про соціалізм, а також до необхідності організованої боротьби пролетаріату. Зазнаючи постійний брак грошей і тиск влади як в Парижі, так і в Брюсселі, куди Маркс, Женні і їхня маленька дочка змушені були виїхати, молодий революціонер продовжує розвиток комуністичної ідеї, присвячуючи цій праці все своє життя.

## У ролях
- Венцислав Кисьов — Карл Маркс
- Рената Блюмі — Женні фон Вестфален
- Олександр Сафронов — Фрідріх Енгельс
- Едуард Марцевич — Генріх Гейне
- Ігор Лєдогоров — Вільгельм Вайтлінг
- Леонід Кулагін — Бакунін
- Леонід Бронєвой — Ліон Філіпс
- Олена Циплакова — Марі Бернс
- Юозас Будрайтіс —  Арнольд Руге
- Валентина Титова —  Агнес Руге
- Георгій Тараторкін —  Герман Евербек
- Марлен Хуцієв —  Луї Блан
- В'ячеслав Єзепов — П'єр Жозеф Прудон
- Олег Стриженов — Фелісіте Робер Ламенне
- Володимир Татосов — Едуард Бернштейн
- Олександр Белявський — поліцейський
- Леон Немчик — епізод
- Володимир Тихонов — епізод
- Леонід Трутнєв — епізод
- Ханньо Хассе — Фоглер
- Інга Будкевич — епізод
- Вільгельм Кох-Хоге — епізод

## Знімальна група
- Режисер — Лев Куліджанов
- Сценаристи — Анатолій Гребнєв, Лев Куліджанов, Борис Добродєєв
- Оператор — Вадим Юсов
- Композитор — Бернд Вефельмейєр
- Художники — Петро Пашкевич, Наталія Полях